# 霍庄水库
霍庄水库是中国河南省驻马店市泌阳县境内的一座水库，位于象河上，建于1960年。水库正常库容为487万立方米，集雨面积为21平方千米，海拔为109米。